# De overdracht van de Najade
De overdracht van de Najade is een hoorspel dat Anton Quintana schreef in opdracht van de AVRO ter gelegenheid van het 40-jarig bestaan. De AVRO zond het uit op dinsdag 25 juni 1963, met gitaarspel van Ab Bronkhorst. De regisseur was Bert Dijkstra. De uitzending duurde 51 minuten.

## Rolbezetting
- Constant van Kerckhoven (Pedro, een visser)
- Alex Faassen jr. (Alessandro. zijn zoon)
- Jan van Ees (Mathias)
- Wiesje Bouwmeester (zijn vrouw Carola)
- Joke Hagelen & Irene Poorter (twee vriendinnen van Carola)

## Inhoud
Pedro en zijn zoon Alessandro zijn vissers van het eerste uur. In de stilte van de morgen, als de straten nog verlaten liggen, zijn ze al op weg naar de haven. Dat moet je wel, als je boot zo traag is als een slak. Op een morgen ontdekt Alessandro in de verte een wit droomschip. Flarden muziek komen aanwaaien over het water. Had hij daar niet altijd van gedroomd? In de kajuit ontmoeten ze de eigenaar, Mathias Farrel. Zijn stuurinrichting was defect geraakt en nu is hij maar blijven drijven in afwachting van hulp. Hij heeft geen haast en er is niemand die op hem wacht. Of toch wel? Alessandro is verrukt over het prachtige schip. En dan tekent zich in een dialoog het schrille contrast af tussen de eenvoudige visser en de rijke Mathias…